# El taller del chucho
El Centro Internacional de Animación o El taller del chucho es un estudio cinematográfico y de animación especializado en animación en volumen (stop-motion) ubicado en Zapopan, Jalisco, México. Fue fundado en 2020 por Guillermo del Toro, el Festival Internacional de Cine de Guadalajara y la Universidad de Guadalajara.

## Historia
Del Toro anunció la creación del centro el 9 de marzo de 2019 en una clase magistral que dio para el Festival Internacional de Cine de Guadalajara junto a Melissa Cobb, vicepresidenta de Netflix. El objetivo de Guillermo del Toro al fundar el centro fue el desarrollo de un centro especializado en stop-motion y animación, técnicas que no se encontraban muy desarrolladas en ese país y en América Latina a diferencia de otros países en donde se producen anualmente varias películas en esa técnica así como la fabricación de títeres y figuras. A la par, Del Toro incluyó en el proyecto a artistas veteranos y jóvenes que han participado ya en producciones internacionales con el fin de nutrir la experiencia y el prestigio del centro. El centro fue fundado en Calle 2, una plataforma multifuncional para el entretenimiento dentro del Centro Cultural Universitario (CCU), complejo perteneciente a la Universidad de Guadalajara en Zapopan donde se encuentran también el Auditorio Telmex, la Plaza del Bicentenario, el Conjunto de Artes Escénicas, y la Biblioteca Pública del Estado de Jalisco “Juan José Arreola”, entre otros edificios y recintos.
En el centro trabajan artistas y cineastas de distintas disciplinas como René Castillo, Sergio Valdivia, Mayrení Seda Luis Téllez, Karla Castañeda, Rita Basulto, León Fernández y Odín Acosta, entre otros.
Para la película Pinocho de Guillermo del Toro el estudio funcionó como segunda unidad de producción seguida del estudio de ShadowMachine en Portland, Estados Unidos.